# Вулиця Теслярська (Львів)
Вулиця Теслярська — вулиця у Шевченківському районі міста Львова, в місцевості Голоско. Пролягає від вулиці Варшавської углиб садибної забудови, завершується глухим кутом.

## Історія та забудова
Виникла на початку XX століття у складі передміського селища Голоско Мале. Після входження селища до меж міста 11 квітня 1930 року, вулиці колишнього села були перейменовані або ж новоутвореним вулицям надавалися певні назви, але назву Теслярська вулиця отримала лише за радянських часів.
До вулиці Теслярської приписано лише два одноповерхових садибних будинки під № 2, 4, споруджених у 1930-х роках.